# إيفي بي كراتشفيلد
إيفي بي كراتشفيلد (بالإنجليزية: Ivey P. Crutchfield)‏ هو مهندس معماري أمريكي، ولد في 1878، وتوفي في 1952.